# 1920
Cette page concerne l'année 1920 (MCMXX en chiffres romains) du calendrier grégorien.
L'année 1920 est une année bissextile qui commence un jeudi.

## En bref
- 19-26 avril : conférence de San Remo.
- 4 juin : traité de Trianon.
- 10 août : traité de Sèvres.
- 22 septembre - 2 décembre : guerre arméno-turque.

## Événements

### Afrique
- 18 février : l’avion de François-Henry Laperrine doit se poser dans le Sahara. Le général meurt d’épuisement le 5 mars[1]. 32 automobiles sont chargées de préparer et de ravitailler ce raid aérien sur le Sahara ; parties de Ouargla le 26 décembre 1919, sept atteignent Tamanrasset le 31 janvier[2]. Trois camionnettes seulement rentrent à Ouargla le 17 juillet[3].
- Février : grève de 71 000 salariés dans 22 mines du Transvaal[4].
- 17 mars : le Tchad devient une colonie civile[5].
- 11-29 mars : congrès constitutif du National Congress of British West Africa par J. E. Casely Hayford en Côte-de-l’Or[6].
- 20 mars : élections générales sud-africaines[7].
- 1er - 8 juin : grève des ouvriers du chemin de fer Dakar-Saint-Louis au Sénégal[8].
- 22 juillet : le Tanganyika est organisé en territoire de la couronne[9].
- 23 juillet : le protectorat d’Afrique orientale britannique (Kenya) devient une colonie de la couronne britannique[10].
- 13 août, New York : première convention de l’UNIA et « Déclaration des droits des Peuples nègres du monde » (Marcus Garvey, 1887-1940)[11].
- 4 octobre, Tunisie : création de l'équipe sportive Club Africain  dans le quartier de Bab Jedid.
- 4 décembre : décret transformant le territoire militaire du Niger en territoire du Niger. Le reste du haut Sénégal et Niger reprend le nom de Soudan français avec Bamako comme capitale[12].
- 28 décembre : l’enseignement en langues locales est interdit en AEF[13].
- Décembre :
  - expédition de Rosita Forbes et d'Ahmed Hassanein dans les oasis de Koufra, au sud de la Cyrénaïque[14].
  - dans le Sud algérien, les autorités françaises recueillent dans des camps les nomades de la tribu des Larbaâ, qui meurent de faim après avoir perdu les deux tiers de leurs troupeaux ; de 1 400, ils sont 4 000 en janvier 1921 au camp de Bouchakeur, qui est maintenu jusqu’à fin mars 1921[15].

- Création à Lagos de la Nigerian Improvement Association[16].

### Amérique
- 18 janvier : promulgation de la nouvelle Constitution du Pérou[17].
- 19 mars : refus définitif du Sénat des États-Unis de ratifier les traités de paix[18].
- 9 - 27 avril : intervention américaine au Guatemala pour protéger la légation et les intérêts des ressortissants des États-Unis pendant un affrontement entre les unionistes et le gouvernement[19].
- 23 avril : Plan de Agua Prieta. Trois généraux, Plutarco Elías Calles, Álvaro Obregón et Adolfo de la Huerta, se rebellent contre le président du Mexique Venustiano Carranza qui est assassiné dans sa fuite vers Veracruz le 21 mai[20].
- 1er juin : Adolfo de la Huerta devient président intérimaire du Mexique après la mort de Carranza[20].
- 6 octobre : Arturo Alessandri Palma est élu président du Chili, puis inauguré le 23 décembre (fin en 1924)[21]. Il parvient au pouvoir avec l’appui d’une alliance libérale composée de forces progressistes (Parti démocrate, Parti radical et Parti libéral) mais sans majorité au Congrès. Ses promesses électorales de réformes sociales ne peuvent être tenues et l’instabilité ministérielle est à son comble (18 gouvernements se succèdent entre 1920 et 1924).
- 2 novembre : élection de Warren Harding (républicain) comme président des États-Unis[22].
- 1er décembre : Álvaro Obregón est élu président du Mexique[20].

### Asie
- 2 février : abdication du khan de Khiva après la prise de la ville par l’Armée rouge[23].
- 6 avril : proclamation de la république d’Extrême-Orient, avec Tchita comme capitale (fin en 1922)[24].
- 26-30 avril : fondation de la république populaire soviétique du Khorezm[25].
- 1er mai : première célébration de la Journée internationale des travailleurs au Japon et en Chine[26].
- 23 mai : une scission au sein de l’organisation nationaliste Sarekat Islam amène la création du parti communiste indonésien (PKI), le premier parti communiste d’Asie[27].
- 25 mai : massacre de Nikolaïevsk. 350 civils et 306 soldats japonais sont massacrés par une troupe de partisans bolcheviks dirigée par Yakov Triapitsyn. L’empire du Japon renforce ses troupes en Sibérie en juillet. Triapitsyn est exécuté par les Bolcheviks le 25 juillet[28].
- 14-18 juillet, Chine : première guerre entre les clans de l’Anhui et du Zhili[29]. Cao Kun enlève Pékin. Son chef d’état-major Wu Peifu dirige le Henan (Luoyang).
- 1er août, Inde : lancement officiel du mouvement de non-coopération et du Califat. À la suite de la signature du traité de Sèvres qui démembre l’Empire ottoman, les frères Mohammad et Shaukat Ali (en), membres du Congrès, décident le 9 juin, lors de la réunion du comité exécutif de la Conférence du Califat à Allahabad, de lancer un mouvement de non-coopération[30]. Gandhi réussit avec peine à faire adopter ce programme par le Congrès réunit à Calcutta le 4 septembre[31]. Le mouvement est un grand succès (1920-1922).
- 26 août : création de la République socialiste soviétique autonome (RSSA) kirghize (kazakhe) au sein de la République de Russie (RSFSR)[25].

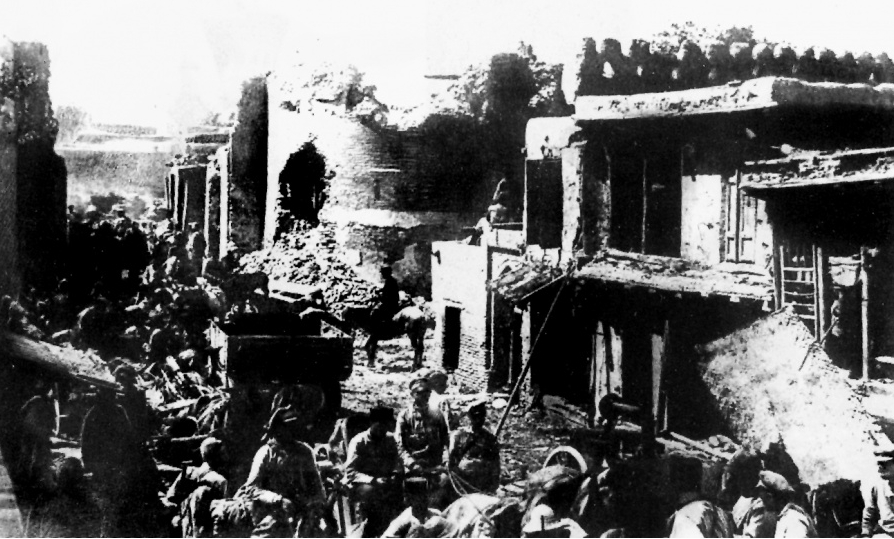
2 septembre : l’armée rouge à Boukhara.

- 2 septembre : prise de Boukhara par l’armée rouge et création d’une République populaire soviétique de Boukharie[25].
- 4-9 septembre, Inde : la session extraordinaire du Parti du Congrès réunie à Calcutta, adopte le programme de lutte non violente du Mahatma Gandhi. La session ordinaire du Congrès ouverte à Nagpur le 26 décembre confirme cette décision[32].
- 13 septembre : traité reconnaissant l’indépendance de la république populaire soviétique de Khorezm[25].
- 26 octobre : le baron Ungern-Sternberg attaque Ourga. Profitant de la confusion générale, plusieurs milliers de gardes russes blancs, commandés par le général balte Roman von Ungern-Sternberg, venus de Sibérie, envahissent la Mongolie et attaquent à quatre reprises la capitale, Ourga, pour en chasser les Chinois[33]. Ils l’occupent le 3 février 1921[34]. Mythomane sanguinaire, soutenu par les Japonais, Ungern-Sternberg entend reconstituer l’empire de Gengis Khan.
- 1er novembre :
  - inauguration du sanctuaire Meiji[35]. Début de la plantation de la forêt de Yoyogi au centre de la capitale du Japon, Tokyo.
  - Tibet : arrivée à Lhassa d’une mission britannique dirigée par Charles Bell (fin en octobre 1921)[36]. Sous l’influence du 13e dalaï-lama, de certains officiels tibétains (comme le général Tsarong Dzasa ou l’intellectuel Gendün Chöphel) et des Britanniques, le Tibet s’ouvre à un début de modernisation. Mais devant la pression de forces religieuses conservatrices, le dalaï-lama doit reculer : Tsarong est congédié en 1925 et la réforme de l’armée et de la police est suspendue ; l’école anglaise de Gyantsé, ouverte en 1924, est fermée au bout de trois ans[37],[38].
- 16 décembre : un tremblement de terre de magnitude estimée à 8,5 fait 180 000 victimes dans le Gansu à la suite de glissements de terrain en Chine[39].

### Proche-Orient
- 6 janvier : accord secret signé entre Georges Clemenceau et Fayçal, fils d’Hussein. Reconnaissance d’un protectorat français sur le Liban ; reconnaissance par la France de l’indépendance de la Syrie avec Fayçal pour chef d’État et Damas pour capitale ; nomination d’un haut-commissaire français en Syrie, chargé des relations de la France avec l’émir et envoie de conseillers français auprès du gouvernement arabe. Fayçal reconnaît la primauté des intérêts économiques et culturels français dans son pays. L’accord n’est pas rendu public et ne sera jamais appliqué[40].
- 21 janvier : offensive turque en Cilicie contre la France[41].
- 28 janvier : la Chambre des députés turque adopte le « Pacte national » proclamant l’indivisibilité des territoires non occupés[42].
- 10 février : les Français se replient de Marach en Cilicie ; 7 000 à 8 000 Arméniens sont massacrés dans la ville et dans ses environs après leur départ[43].
- 17 février : la conférence de Londres aborde la question du Proche-Orient[44]. Elle confirme l’abandon de Fayçal par le Royaume-Uni. Lloyd George obtient une rectification de frontière, au profit du Royaume-Uni, au nord de la Galilée[45].
- 1er mars : attaque de la colonie juive de Tel Haï, en haute Galilée, par un groupe de combattants chiites (isabat) venus du Sud-Liban. Les nationalistes arabes de Damas lancent un raid sur la Galilée et causent des pertes humaines dans certaines colonies juives de la région, qui doivent être évacuées[46]. Début des troubles en Palestine mandataire contre la politique britannique de création d’un foyer national juif. Les Juifs décident de s’armer clandestinement (création de la Haganah) tandis que l’« Agence juive » est créée pour racheter de la terre aux Arabes.
- 7 mars : le Congrès national arabe réuni à Damas proclame Fayçal roi de Syrie et Abdallah roi d’Irak[40].
- 16 mars : Istanbul est occupé officiellement par les Alliés qui investissent les ministères, font arrêter des notables et occupent tous les bâtiments publics. Le sultan reste passif, ce qui entraîne la dissolution de la chambre le 18 mars et la reprise des hostilités[42].

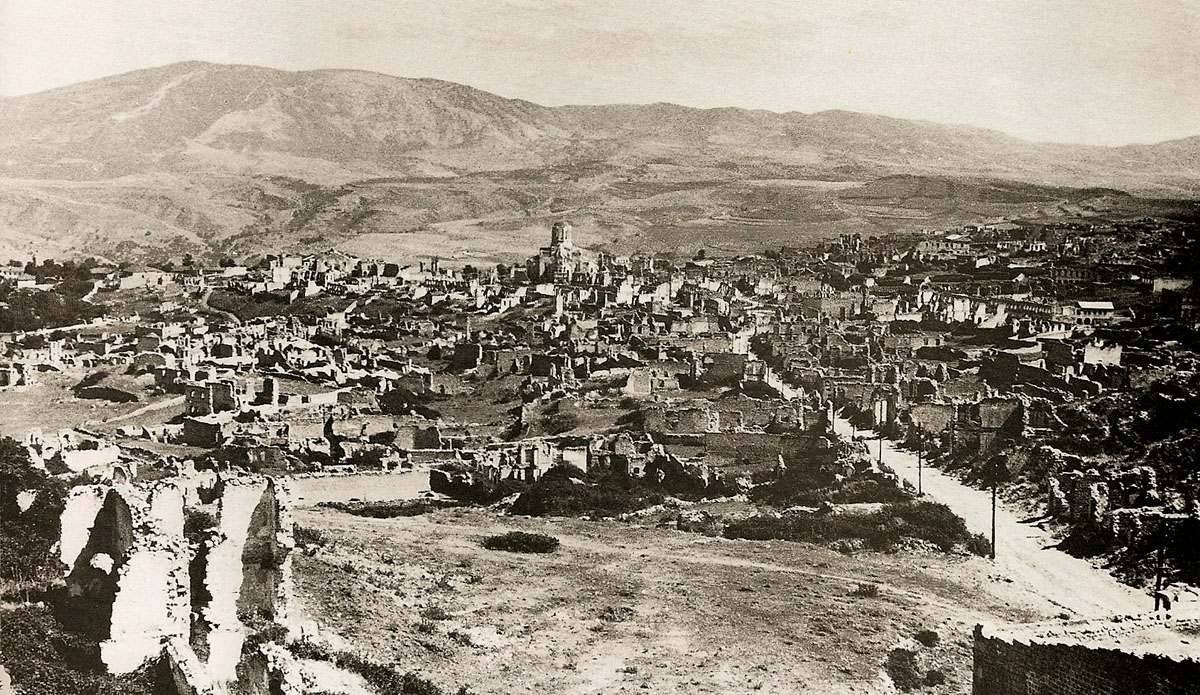
Ruines de la partie arménienne de la ville de Chouchi après le pogrom perpétré par l’armée azerbaïdjanaise.

- 22-23 mars : échec d’un soulèvement arménien à Chouchi, dans le Haut-Karabagh ; la répression par les troupes azéries, rejointes par les habitants azéris de la ville, tourne au pogrom[47] (de 10 000 à 20 000 Arméniens sont tués en 4 jours[48]).

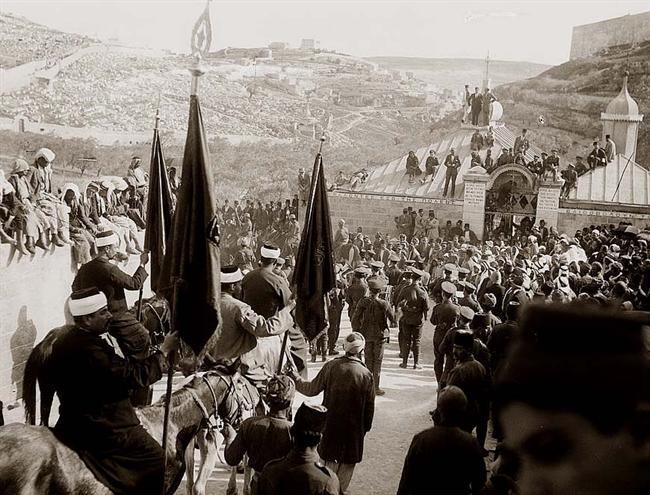
4 avril : fête du Nabi Musa à Jérusalem avant les émeutes.

- 4 avril : émeutes en Palestine. Lors de la fête du Nabi Musa à Jérusalem (pèlerinage musulman en l’honneur de Moïse), les quartiers juifs sont attaqués, faisant 9 morts et 237 blessés. Accusé de n’avoir su contrôler la situation, le maire Musa Kazim al-Husseini est destitué par les Britanniques. Son frère Amin est accusé d’être un des organisateurs de l’émeute et condamné par contumace à une lourde peine de prison[46].
- 11 avril, campagne de Cilicie : la garnison française d’Ourfa évacue la ville après un siège de soixante et un jours[43].
- 23 avril, Turquie : réunion à Ankara de la Grande assemblée Nationale qui se déclare représentative de la nation et qui délègue ses pouvoirs à Mustafa Kemal[42].
- 24 avril : plus de 2 000 Bédouins armés, originaires du Hauran et de la région de Beisan, attaquent une unité militaire britannique à Zemah. Le soulèvement général, espéré par les nationalistes palestiniens réfugiés à Damas qui ont organisé le raid, échoue cependant[46].
- 25 avril : fin de la conférence interalliée de San Remo. La SDN confie le mandat sur la Palestine, la Transjordanie et la Mésopotamie au Royaume-Uni. La France obtient un mandat sur la Syrie et le Liban et renonce aux Capitulations en Palestine[49]. Fayçal, qui a refusé de se rendre à la conférence, est sommé de se plier aux décisions prises.
- 28 avril : l’Armée rouge entre à Bakou. La République socialiste soviétique d’Azerbaïdjan est proclamée. Un traité d’alliance est signé avec la République socialiste fédérative soviétique de Russie le 30 septembre[50].
- 7 mai : l’indépendance de la Géorgie est reconnue par la Russie soviétique[50].
- 11 mai, Istanbul : sur ordre du Sultan, la cour martiale condamne à mort par contumace Mustafa Kemal et plusieurs de ses partisans[42].
- 19 mai : des manifestations chiites éclatent à Bagdad en collusion avec les sunnites à l’occasion du ramadan. Le 24 mai, un jeune homme nommé Isa Abd al-Qadir est arrêté pour avoir lu un poème nationaliste à la mosquée al-Jilani, considéré comme « dangereux pour l’ordre public » par l’administrateur colonial Arnold Wilson. À l’occasion d’une manifestation, 15 délégués sont désignés pour représenter la population auprès des autorités britanniques et demander la réunion d’un congrès irakien pour définir l’avenir du pays ; Arnold Wilson, qui les reçoit le 2 juin, rejette leurs demandes[51].
- 28 mai, campagne de Cilicie : le général Gouraud, commandant des Forces françaises du Levant, signe avec les Turcs un armistice provisoire avec effet à compter du 1er juin pour se retourner contre l’émir Fayçal qui l’attaque dans le Sud, et l’écraser (fin le 20 juin)[52].
- 2 juin : début d’une révolte tribale en Irak préparée par les notables chiites contre le gouvernement militaire britannique[53]. Chassés de la région du Moyen-Euphrate, les Britanniques n’en reprennent le contrôle qu’après plusieurs mois de combats, faisant plus de 8 000 morts du côté irakien. Le coût financier de la reprise en main militaire est considérable. Le mouvement insurrectionnel échoue en raison des divisions politiques. Les grands shaykhs rivaux du sud sont restés fidèles au Royaume-Uni, comme les nationalistes arabes d’origine irakienne chassés de Damas par les Français. Les Britanniques doivent créer un gouvernement autonome avec à sa tête le roi hachémite Fayçal.
- 7 juin : à la suite du rapport de la commission Milner, des négociations s’ouvrent à Londres entre le gouvernement britannique, le Wafd et les représentants du gouvernement égyptien[54]. Elles aboutissent le 18 août au mémorandum « Milner-Zaghlul »[55]. Londres propose un abandon du protectorat mais demande la reconnaissance des intérêts britanniques en Égypte. Saad Zaghlul veut obtenir davantage en faveur de l’indépendance, ce qui entraîne la rupture des pourparlers en octobre.
- 20 juin[52] (ou le 18 juin[43]) : reprise des combats en Cilicie entre les kémalistes et les Français (fin en février 1921). Combats incertains, en particulier à Aïn-Tab, qui reste partagée.
- 22 juin : offensive grecque contre les kémalistes en Turquie avec l’accord des Alliés ; les Grecs entrent à Bursa le 8 juillet[42].
- 30 juin : Sir Herbert Samuel, libéral de confession juive favorable au sionisme nommé haut-commissaire civil en Palestine, arrive à Jérusalem[56]. Il considère que la puissance publique ne doit pas intervenir pour financer le foyer national juif mais seulement permettre les conditions de son épanouissement. Il octroie ainsi des terres et des concessions industrielles aux sionistes et délivre des certificats d’émigration aux Juifs de Russie qui fuient la guerre civile. En août, il amnistie les personnalités arabes condamnées à la suite des émeutes d’avril.

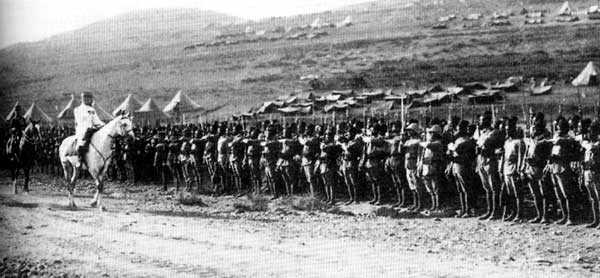
23 juillet : Gouraud inspecte les troupes françaises à la bataille de Maysaloun

- 3 juillet : le Congrès national syrien adopte à Damas la Constitution du royaume arabe de Syrie[40].
- 14 juillet : le général Gouraud, haut-commissaire du Gouvernement français au Levant, adresse un ultimatum à l’émir Fayçal, exigeant qu’il démobilise l’armée syrienne et se soumette au mandat français sur la Syrie dans les 4 jours. L’émir accepte le 22 juillet, mais le télégramme arrive trop tard, alors que la population de Damas manifeste et pille l’arsenal[57].
- 24 juillet, Guerre franco-syrienne : l’armée française de Gouraud entre en Syrie, défait les troupes arabes à la bataille de Maysaloun, troupes sous le commandement du général Mariano Goybet, puis s’empare de Damas le lendemain, mettant fin à la tentative de Fayçal de créer une grande Syrie regroupant la Palestine et le Liban. Fayçal et les principaux nationalistes sont chassés de Syrie le 1er août[49]. Des soulèvements locaux contre les Français éclatent dans le nord du pays. La loi martiale est instaurée.
- 8 août- 1er septembre : le Général Gouraud met sur pied l’organisation administrative de la Syrie mandataire, divisée par décrets en cinq entités distinctes : l’État indépendant de Damas, le Gouvernement d’Alep, le Territoire autonome des Alaouites, le Djébel Druze autonome (accord du 4 mars 1921[58]) et l’État du Grand Liban[57]. Chaque État est dirigé par des gouverneurs français assistés de conseils administratifs. Un haut-commissaire français basé à Beyrouth, Gouraud, centralise la politique mandataire.

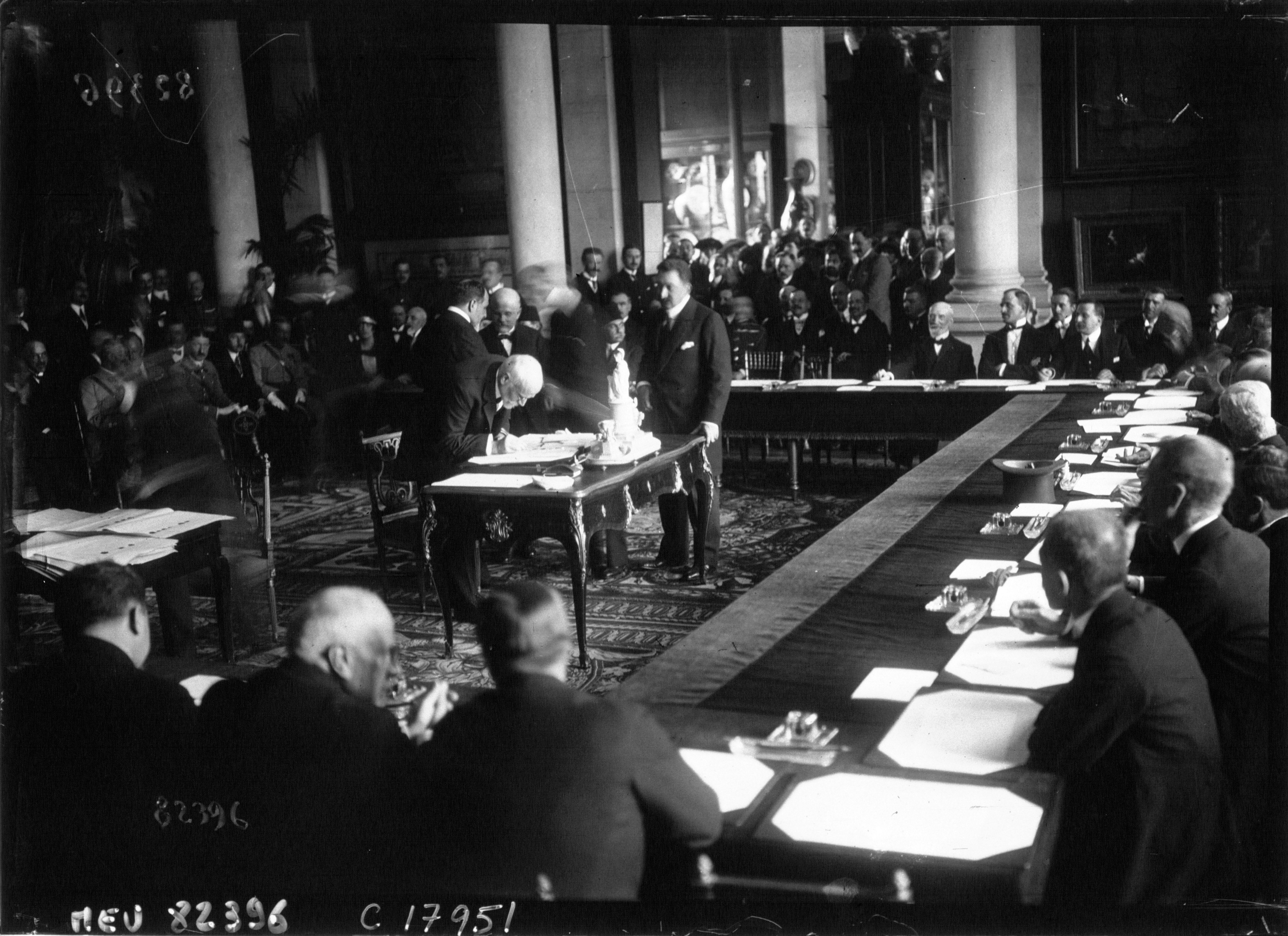
10 août : traité de Sèvres.

- 10 août : traité de Sèvres, jamais ratifié par la Turquie[42]. Démembrement de l’empire ottoman au profit du Royaume-Uni (Irak, Palestine et Transjordanie) et de la France (Syrie, Liban, Cilicie) ; internationalisation de Constantinople et des détroits ; occupation de la Thrace orientale, de Smyrne et de son arrière-pays par la Grèce ; l’Italie occupe la région d’Adalia ; création d’États indépendants en Arménie et au Kurdistan. La Turquie livre sa flotte de guerre et son armée est réduite à 50 000 hommes. Le projet de Grande Arménie ne sera jamais réalisé.
- 11 août, campagne de Cilicie : les Français assiègent Aïn-Tab, occupée par les kémalistes, qui finissent par abandonner la ville le 9 février 1921[59].
- 1er septembre : le général Gouraud proclame la création du Grand-Liban à Beyrouth[49]. Un gouverneur français est chargé d’administrer le pays.
- 22 septembre - 2 décembre : guerre turco-arménienne[60]. Les Turcs attaquent l’Arménie le 22 septembre et marchent sur Oltu et Sarikamich, où ils sont le 29 septembre[61]. L’Arménie décrète la mobilisation générale et porte son armée à 35 000 hommes. Ils résistent pendant près d’un mois, mais le 17 octobre, les forces turques font à Iktir leur jonction avec les Tartares d’Azerbaïdjan[62]. La famine sévit en Arménie et la résistance s’effondre. Les Soviétiques font traîner les négociations avec la mission Chant-Derderian (22 octobre). Staline, à Bakou, décide la soviétisation de l’Arménie. Les Turcs entrent à Kars (30 octobre), à Alexandropol (7 novembre). Les Grandes Puissances refusent d’intervenir malgré la demande de la Roumanie (17 décembre). Les Arméniens sont rejetés sur le Caucase par le général kémaliste Kâzım Karabekir. Un accord avec la RSS d’Arménie est signé à Gümrü (2 décembre)[60].
- 7 octobre, Palestine : première session de l’Assemblée représentative (Assefat Hanivcharim) à Jérusalem, reconnue par les Britanniques. Elle élit un Comité exécutif, le Conseil national (Vaad Leumi), chargé de la gestion interne de la communauté juive[63].

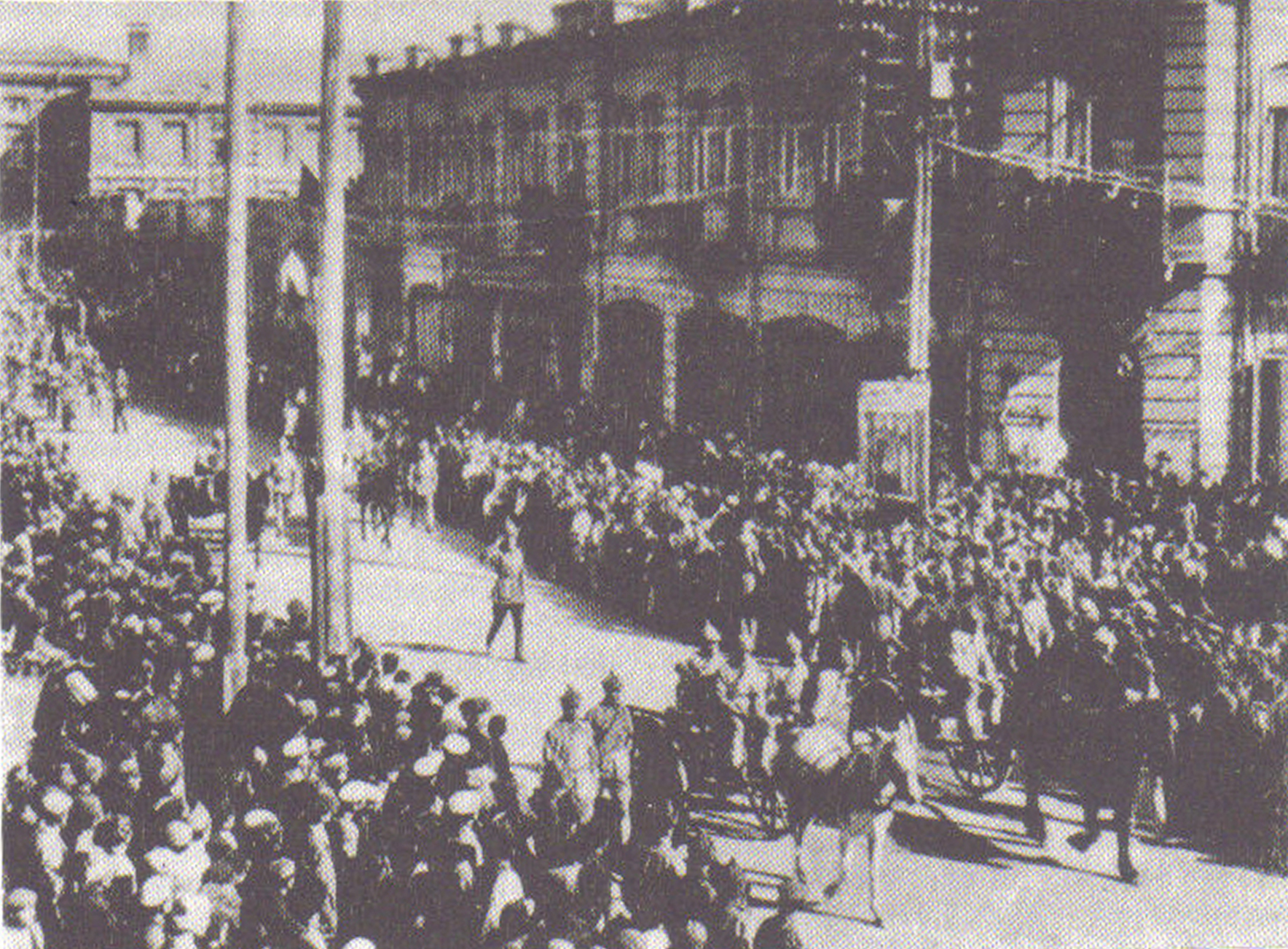
2 décembre : l’Armée Rouge entre à Erevan.

- 2 décembre : Traité d’Alexandropol. L’Arménie renonce au traité de Sèvres et accepte de limiter son armée à 1 500 hommes. Les Russes restituent à la Turquie Kars, Ardahan et Artvin conquis depuis 1878[64].
- 3 décembre : l’Arménie orientale est proclamée République socialiste soviétique (RSS) à Erevan sur l’initiative d’Anastas Mikoïan, un des dirigeants du mouvement révolutionnaire dans le Caucase[64]. Seul le Zanguezour entre en dissidence jusqu’en juillet 1921 sous la conduite du général Njdeh (République arménienne de la montagne)[65].
- 9 décembre : les partis socialistes juifs forment à Haïfa un syndicat confédéré, l’Histadrout qui devient rapidement le premier employeur de la population juive de Palestine[66].
- 13 décembre : ouverture à Haïfa du troisième Congrès palestinien présidé par Moussa Qazem al-Husseini ; les comités islamo-chrétiens réclament l’arrêt du sionisme et l’indépendance d’un État arabe de Palestine sous l’influence britannique. Les Palestiniens abandonnent toute idée d’unité arabe et de Grande Syrie. Création du Comité exécutif arabe palestinien[67].

### Europe
- 10 janvier : le traité de Versailles entre en application[68]. L’Allemagne perd le huitième de son territoire de 1914. Le territoire du Bassin de la Sarre est administré par la France sous mandat de la Société des Nations (fin le 13 janvier 1935)[69].
- 9 février : traité du Svalbard concernant le Spitzberg[70].
- 24 février : à Munich, Adolf Hitler, devenu l’homme fort du Parti ouvrier allemand, proclame un « programme en 25 points ». Le 8 août, le Parti ouvrier allemand devient officiellement le Parti national-socialiste des travailleurs allemands (nazi)[68].
- 10 mars : Karl Hjalmar Branting, Social Démocrate, Premier ministre en Suède (10 mars- 22 octobre 1920, 13 octobre 1921- 29 avril 1923 et 19 octobre 1924-25 janvier 1925)[71].

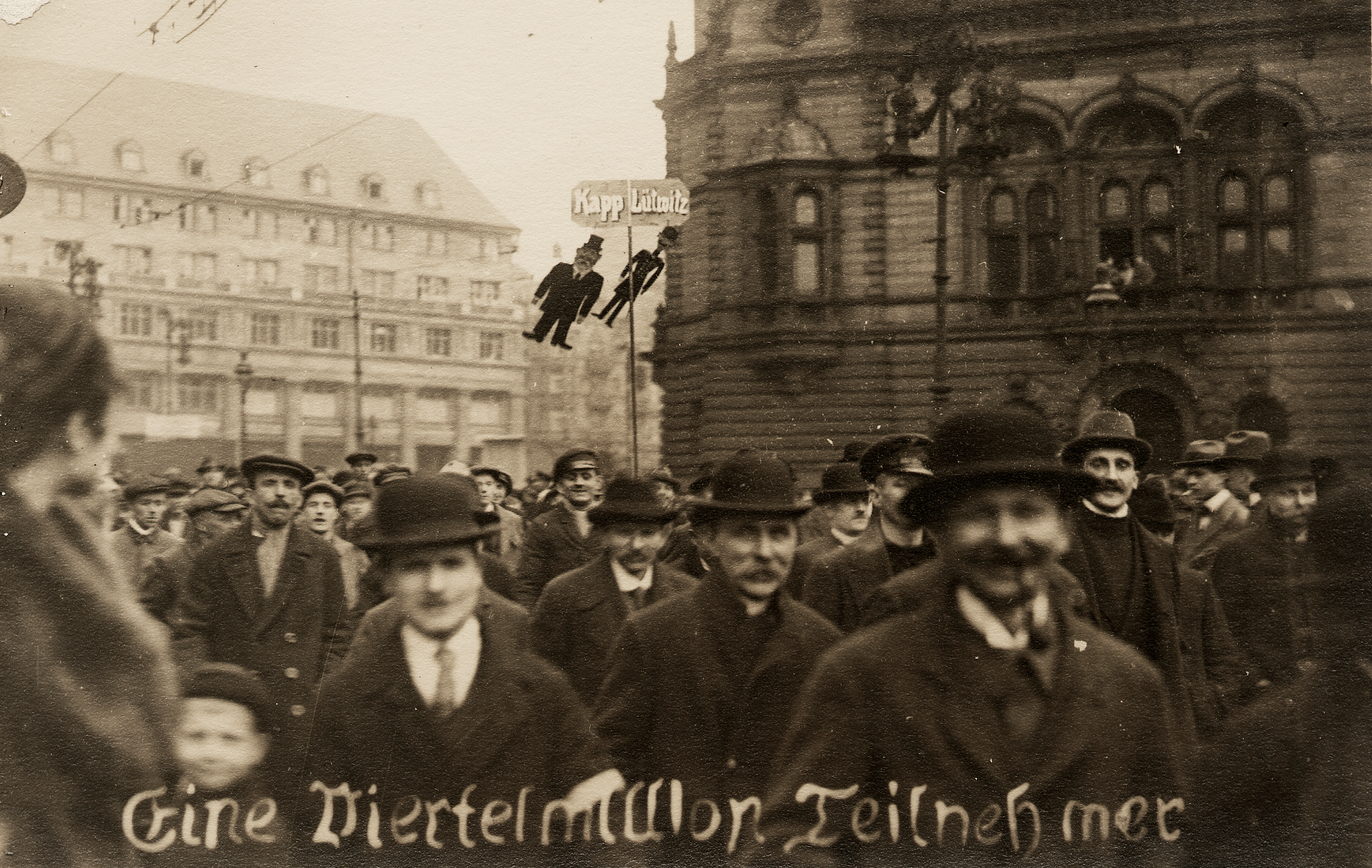
Manifestation contre le putsch de Kapp.

- 13-17 mars : putsch de Kapp. Le général von Lüttwitz et Wolfgang Kapp tentent un putsch réactionnaire en Allemagne. Une grève générale fait échouer la tentative[68].
- 19 mars : soulèvement communiste de la Ruhr réprimé par l’armée allemande (2-6 avril)[68].
- 27 mars : cabinet Müller I en Allemagne[68].
- 29 mars : crise de Pâques au Danemark (Påskekrisen (da))[72]. Devant la difficulté des gouvernements successifs à trouver une majorité à la suite de l’émiettement des partis, le roi Christian X renvoie le ministère Zahle et le remplace par un cabinet d’affaires dont tous les membres ont été choisis en dehors du Parlement. Il en résulte une grave tension politique. Les syndicats déclenchent une grève générale. Un nouveau cabinet neutre est désigné ensuite avec l’accord des partis et des élections générales suivent, puis une modification de la Constitution qui renforce les pouvoirs de la Chambre basse (Folketing).
- 10 mai : Agnès Souret est élue « La plus belle femme de France »[73].
- 6 juin : élection au Reichstag en Allemagne. La coalition de Weimar (SPD, Zentrum, DDP) perd du terrain et doit trouver un appui à droite auprès du parti populiste de Gustav Stresemann[68]. Instabilité ministérielle en Allemagne (sept cabinets de juin 1920 à mai 1924).
- 25 juin : Cabinet Fehrenbach en Allemagne[68].
- 30 juin : inauguration de la Première foire internationale Dada à Berlin.
- 5 juillet : retour du Schleswig septentrional au Danemark à la suite des référendums des 10 février et 14 mars organisés par les Alliés[72].
- 5-16 juillet : conférence de Spa sur les réparations[68].
- 31 juillet-1er août : Communist Unity Convention[74]. Fondation du Parti Communiste de Grande-Bretagne. Il n’obtient pas de succès.
- 17 - 28 août : deuxième insurrection des populations polonaises contre l’autorité allemande en Haute-Silésie[68].
- 9 septembre, Portugal : Acordo de Broonbach. Union des légitimistes (se réclamant du roi Miguel Ier) et des antirépublicains de l’Integralismo lusitano, qui prône un retour à un régime fort, respectueux de la religion et de l’autorité[75]. Le pays connait une période d’instabilité politique : 7 gouvernements sont constitués en 1920, 325 attentats à Lisbonne entre 1920 et 1925[76].
- 10 octobre :
  - plébiscite en Carinthie qui se prononce pour le rattachement à l’Autriche[77].
  - Espagne : le commandant Franco débarque à Ceuta avec les premières unités de la Division étrangère fondée le 28 janvier pour le combat dans le Rif sous le commandement de José Millán-Astray[78].
- 15-22 décembre : conférence de Bruxelles sur les réparations[68].
- 23 décembre : le Government of Ireland Act reçoit la sanction royale[79].
- 25-30 décembre : le 18e congrès de la SFIO vote l'adhésion à la IIIe internationale, fondant la SFIC qui deviendra le Parti communiste français.
- Décembre : parution dans The Strand Magazine d’un article de Conan Doyle accompagné de photographies de fées prises en 1917. Début de l’affaire des fées de Cottingley[80].

#### Europe orientale
- 15 janvier : en Sibérie, l’amiral Koltchak, commandant en chef des Armées blanches, est arrêté et livré aux bolcheviks[81].
- 16 janvier : les Alliés mettent fin au blocus de la Russie bolchevique[81].
- 2 février : traité de paix signé à Tartu entre la Russie soviétique et l’Estonie. La Russie abandonne toutes ses revendications sur le pays[82].
- 10 février : mariage de la Pologne à la Mer Baltique, cérémonie célébrant l’accès à la mer de la Pologne[83].
- 18-22 février : bataille de Latyczów dans la guerre soviéto-polonaise[84].
- 25 février : les troupes roumaines évacuent définitivement la Hongrie[85].
- 1er mars : l’assemblée nationale élue en Hongrie annule officiellement toute subordination à l’Autriche, proclame la monarchie et nomme l’amiral Miklós Horthy régent du royaume de Hongrie[86].

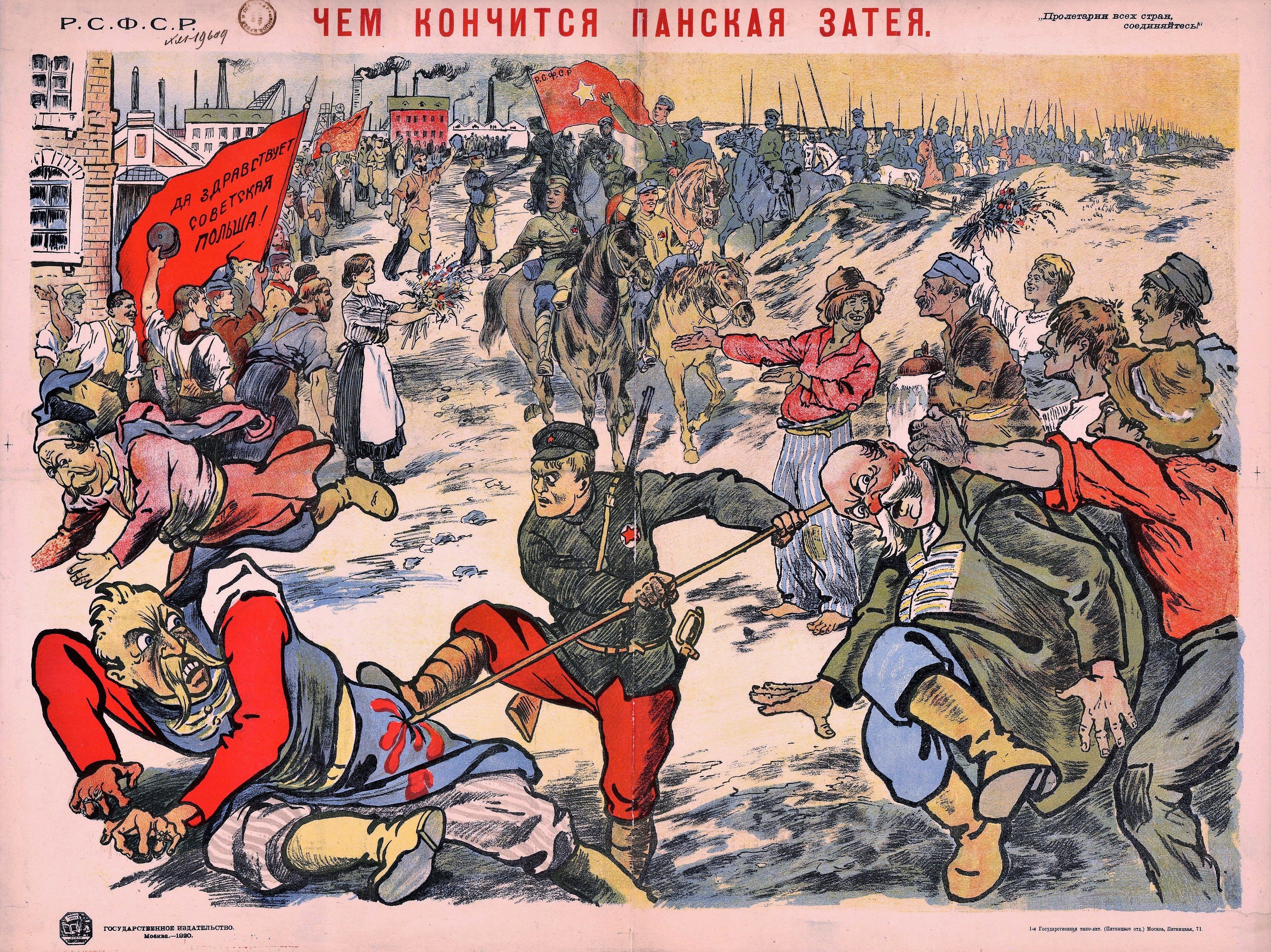
Guerre soviéto-polonaise. Affiche de propagande soviétique. Le gouvernement nationaliste d’Ukraine s’allie avec la Pologne contre la Russie. L’avancée des troupes bolcheviques permet au gouvernement soviétique d’Ukraine de prendre le contrôle du pays.

- 25 avril : début de l’opération Kiev, offensive polonaise en Ukraine[87]. Kiev est prise le 8 mai mais les troupes polonaises doivent refluer le 12 juin devant la contre offensive de l’Armée rouge qui marche contre la Pologne[82].
- 25-30 avril : victoire polonaise sur les Russes à la bataille de Koziatyn, en Volhynie[88].
- 1er mai : début d'une tentative de coup d'État en Géorgie.
- 27 mai : Tomáš Masaryk, président de la Première République tchécoslovaque[89].
- 4 juin : traité de Trianon entre la Hongrie et les Alliés. La Hongrie est démembrée au profit de la Tchécoslovaquie, de la Roumanie, de la Yougoslavie et de l’Autriche[86].
- 15 juin : adoption de la constitution estonienne, qui entre en vigueur le 21 décembre[90].
- 11 juillet :
  - la Conférence de Spa propose à la Russie soviétique de fixer la frontière russo-polonaise le long de la ligne Curzon[91].
  - le plébiscite en Mazurie est défavorable au rattachement à la Pologne, comme en Haute-Silésie en 1921[92].
- 12 juillet : traité de paix lituano-soviétique signé à Moscou[82].
- 19 juillet : le comte Pál Teleki, Premier ministre en Hongrie (fin en 1921)[93].
- 19 juillet-7 août : deuxième congrès du Komintern à Petrograd[94].

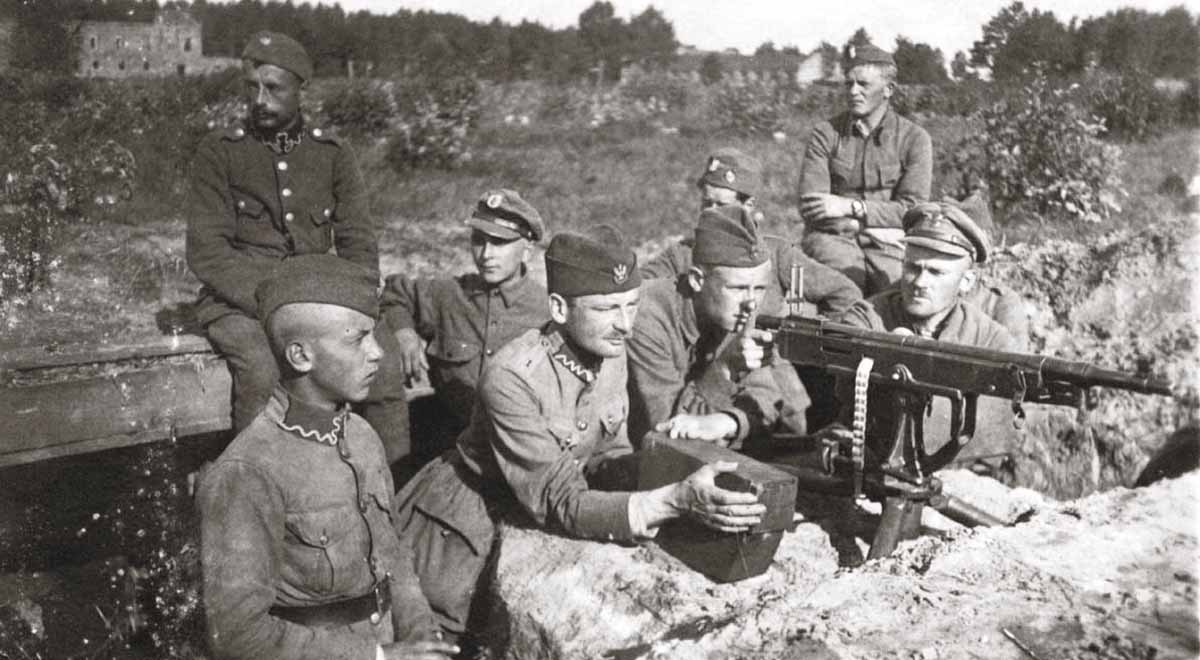
Défenses polonaises devant Varsovie, août 1920

- 11 août : traité de paix signé à Riga entre la Lettonie et la Russie qui reconnaît la souveraineté de la Lettonie[82].
- 13 - 16 août : bataille de Radzymin. L’Armée rouge, après avoir traversé la Vistule, est arrêtée par les Polonais aux portes de Varsovie[95].
- 13 - 25 août : miracle de la Vistule. L’Armée rouge est refoulée devant Varsovie par les Polonais du général Piłsudski aidés par la mission militaire française commandée par le général Weygand[96].
- 14 août : alliance défensive entre la Tchécoslovaquie et la Yougoslavie contre le révisionnisme hongrois[89].
- 19 août : début de l’insurrection paysanne de Tambov menée par Antonov à la suite de la réquisition forcée du grain par les autorités bolcheviques[97].
- 30 août-2 septembre : victoire de la cavalerie polonaise à la bataille de Zamosc[98].

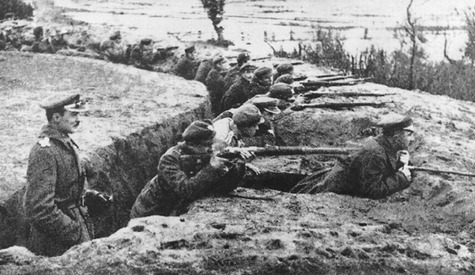
20-28 septembre : bataille du Niemen.

- 20-28 septembre : bataille du Niémen[99].
- 7 octobre : traité de Suwałki. Fin de la guerre polono-lituanienne.
- 9 octobre : la Pologne reprend Vilnius à la Lituanie[82].
- 12 octobre : armistice signé à Riga entre la Pologne et la Russie[96].
- 14 octobre : traité de Dorpat (Tartu) fixant les frontières entre la Russie et la Finlande[100].
- 28 octobre : le traité de Paris réunit la Bessarabie au royaume de Roumanie[101]. En 1919-1920, la Bucovine, la Transylvanie, le Banat oriental et la Bessarabie rejoignent la Roumanie, qui double sa superficie et sa population, avec 295 000 km2 et 16 300 000 habitants contre 138 000 km2 et 7 500 000 habitants en 1914.
- 11 novembre : défaite définitive des armées blanches du général Piotr Nikolaïevitch Wrangel en Crimée. 135 000 personnes dont 70 000 soldats sont évacuées en trois jours par bateaux vers Constantinople[102].
- 12 novembre : traité de Rapallo sur Fiume entre Italie et Yougoslavie[103].
- 14 novembre : Eleftherios Venizelos est battu aux élections législatives. Il quitte la Grèce pour Paris. Un plébiscite rappelle le roi Constantin Ier de Grèce le 5 décembre[104].
- 15 novembre : Dantzig est proclamé « Ville libre » en vertu du traité de Versailles[68].
- 20 novembre : la Russie soviétique est le premier État à légaliser l’avortement[105].
- 28 novembre : élections pour une Assemblée constituante en Yougoslavie ; elle se réunit le 12 décembre et adopte la Constitution de Vidovdan le 28 juin 1921[106].

- La RSFSR signe un ensemble de traités qui lui garantissent plus de calme et de reconnaissance, mais aussi l’indépendance de la Finlande, de l’Estonie… (en février traité de Tartu ; le 12 juillet avec la Lituanie ; la Lettonie le 11 août (traité de Riga) ; le 14 octobre le traité de Tartu ; avec la Pologne le 18 mars de l’année suivante (paix de Riga).